# Бенно Вісс
Бенно Вісс (13 липня 1962) — швейцарський велогонщик.
Срібний призер Олімпійських Ігор 1984 року в роздільній командній гонці.